# 무주 안국사 영산회괘불탱
무주 안국사 영산회괘불탱(茂朱 安國寺 靈山會掛佛幀)은 대한민국 전북특별자치도 무주군 적상면, 안국사에 있는 조선시대의 탱화이다. 1997년 8월 8일 대한민국의 보물 제1267호로 지정되었다.

## 개요
석가가 설법하는 장면을 그린 영산회괘불인데, 괘불이란 절에서 큰 법회나 의식을 행하기 위해 법당 앞 뜰에 걸어놓고 예배를 드리는 대형 불교그림이다.
길이 10.75m, 폭 7.2m 크기의 이 영산회상도는 석가불을 중심으로 오른쪽에 다보여래, 문수, 보현보살이 있고, 왼쪽에는 아미타불, 관음, 대세지보살이 서 있다. 화면을 가득 채운 석가모니는 화면 중앙에 서 있는데 이목구비는 큼직큼직하며 건장하고 각진어깨, 노출된 가슴, 유난히 길게 늘어진 팔, 짧아 보이는 하체를 지녔으며 이렇게 크고 건장한 신체는 보는 이를 압도하는 듯하다. 인다. 녹색과 주황색을 주로 사용하였고 회색, 분홍 등 중간색을 넣어 은은한 분위기를 나타내며 구름, 연꽃, 단청문양 등으로 화려하고 환상적인 느낌을 연출하고 있다.
의겸 등 여러 승려 화가들이 그린 이 그림은 본존불을 강조하여 시선을 집중시키는 효과를 의도적으로 나타내고 있다. 조선 정조 16년(1792), 순조 9년(1809)에 뒷벽을 새단장한 기록이 있어 승려화가인 의겸이 활약한 영조 6년(1730)경에 만들어진 것으로 보인다.

## 같이 보기
- 안국사

## 참고 자료
- 안국사영산회괘불탱 - 국가유산청 국가유산포털